# Матье I де Бомон
Матье I де Бомон (фр. Mathieu Ier de Beaumont; 1070/1073 — 1 января 1155) — граф де Бомон-сюр-Уаз.

## Биография
Сын Ива II, графа де Бомон-сюр-Уаз.
В начале правления (ок. 1086) вел войну за наследство с Бушаром IV де Монморанси - мужем своей сестры Агнесы, дамы де Конфлан-Сент-Онорин .
В ходе Второй Вексенской войны был взят в плен войском Вильгельма II Рыжего.
В 1101 поддержал Бушара IV де Монморанси в войне с принцем Людовиком.
Вступил в конфликт со своим тестем графом Гуго де Клермоном, за дочерью которого получил половину замка Люзарш. Не удовлетворившись этим, Матье захватил другую половину и поставил там свой гарнизон. В 1102 Гуго принес жалобу королю и предложил в обмен на помощь в возвращении замка держать его как фьеф от короны. Людовик выступил в поход на графа де Бомона, отвоевал Люзарш, вторгся в Бомонское графство, но потерпел поражение у замка Шамбли.
По словам Сугерия, ночью разразилась страшная гроза, и среди вызванного ею «невыносимого ужаса» какие-то предатели подожгли палатку принца. Французское войско бросилось бежать, и многие были захвачены в плен, в том числе Гуго де Клермон, Ги де Санлис и Герлуин Парижский. Вернувшись в Париж, Людовик намеревался отомстить за неудачу и собрал «втрое большее войско», но Матье, прознав от своих друзей о его приготовлениях, предложил заключить мир. Король Филипп I также побуждал сына прекратить войну. В результате графу Клермонскому было возвращено его владение.
Во время англо-французской войны 1117—1120 Матье де Бомон сражался за Людовика VI в битве при Бремюле.

## Семья
Жена (до 1101): Беатриса де Клермон (ум. после 1110), дочь Гуго I, графа де Клермон-ан-Бовези, и Маргариты де Руси.
Дети:
- Ив де Бомон
- Матье II де Бомон (ум. 1174), граф де Бомон-сюр-Уаз, камерарий Франции
- Гуго I де Бомон (ум. 1180), сеньор де Персан. Жена: Беатриса N. От него происходят сеньоры де Люзарш